# كلاوديا أدامك
كلوديا ناتاليا أداميك (من مواليد 22 مارس 1999) هي لاعبة ألعاب قوى بولندية تنافست في بطولة العالم لألعاب القوى 2021، وفازت بالميدالية الفضية في سباق 4 × 100 متر تتابع للسيدات.